# 5802 Кастельдельп'яно
5802 Кастельдельп'яно (5802 Casteldelpiano) — астероїд головного поясу, відкритий 27 квітня 1984 року.
Тіссеранів параметр щодо Юпітера — 3,595.